# Paracyathus californicus
Espèce
Paracyathus californicus est une espèce de coraux de la famille des Caryophylliidae.

## Systématique
Cette espèce n'est pas reconnue par le WoRMS en revanche elle l'est par l’ITIS mais sans indication d'auteur et de date de description.